# Selton Mello
Selton Figueiredo Mello (Passos, 30 de diciembre de 1972) es un actor y director de cine brasileño. Actuó desde su infancia en programas de televisión en su país. Actualmente trabaja en televisión, cine y teatro. A lo largo de su carrera desarrolló una sólida experiencia en cine, produciendo y dirigiendo películas y videoclips y logrando la aclamación crítica por su trabajo. El actor fue anfitrión de Tarja Preta, un programa de televisión sobre cultura y cine independiente desde 2004 hasta 2008.

## Filmografía

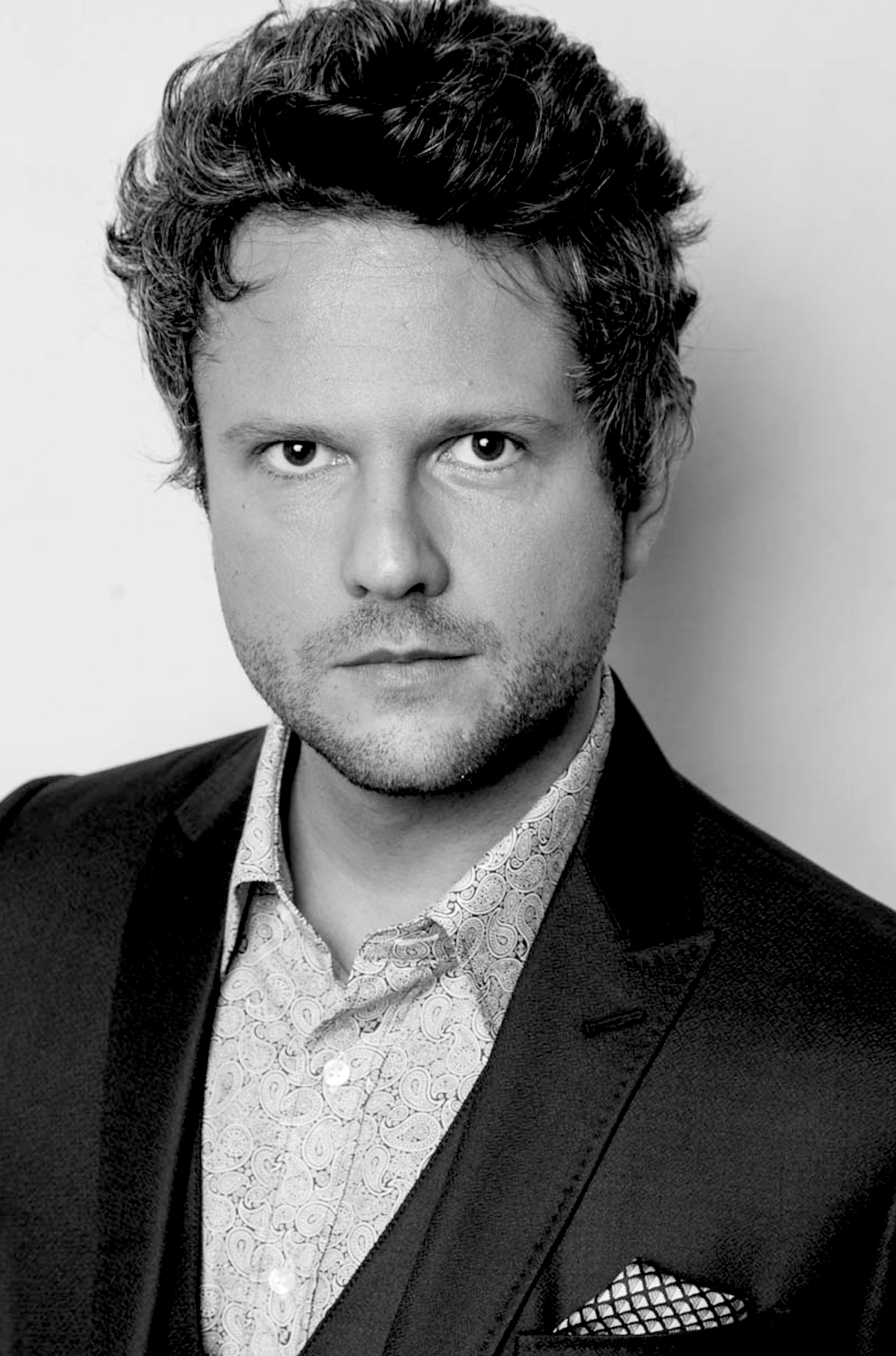

### Actor
| Título                             | Año  | Rol                         | Notas                      |
| ---------------------------------- | ---- | --------------------------- | -------------------------- |
| Uma Escola Atrapalhada             | 1990 |                             |                            |
| Flora                              | 1996 |                             |                            |
| Four Days in September             | 1997 |                             |                            |
| Guerra de Canudos                  | 1997 |                             |                            |
| O auto da Compadecida              | 2000 | Chicó                       |                            |
| The Emperor's New Groove           | 2000 | Kuzco                       | Voz                        |
| Caramuru: A Invenção do Brasil     | 2001 |                             |                            |
| Lavoura Arcaica                    | 2001 | André                       |                            |
| Lisbela e o Prisioneiro            | 2003 | Leléu Antônio da Anunciação |                            |
| Brother Bear                       | 2003 |                             | Voz                        |
| Garotas do ABC                     | 2004 |                             |                            |
| Nina                               | 2004 |                             |                            |
| O Coronel e o Lobisomem            | 2005 | Pernambuco Nogueira         |                            |
| Tarantino's Mind                   | 2006 |                             | Corto                      |
| Árido Movie                        | 2006 | Bob                         |                            |
| O Cheiro do Ralo                   | 2007 | Lourenço                    |                            |
| Meu Nome Não É Johnny              | 2008 | João                        |                            |
| Os Desafinados                     | 2008 | Dico                        |                            |
| A Erva do Rato                     | 2008 | Ele                         |                            |
| Jean Charles                       | 2008 | Jean Charles                |                            |
| A Mulher Invisível                 | 2009 | Pedro                       |                            |
| Reis e Ratos                       | 2009 |                             |                            |
| Reflexões de um Liquidificador     | 2009 |                             |                            |
| Lope                               | 2010 | Marqués de Navas            |                            |
| Federal                            | 2010 |                             |                            |
| O Palhaço                          | 2011 | Benjamim / Pangaré          | Director, escritor y actor |
| Reis e Ratos                       | 2012 | Troy Somerset               |                            |
| Rio 2096: A Story of Love and Fury | 2013 | Guerrero inmortal           | Voz                        |
| Trash                              | 2014 | Frederico                   |                            |
| Lino: O Filme                      | 2017 | Lino                        | Voz                        |

### Director
| Título                | Año           | Notas                      |
| --------------------- | ------------- | -------------------------- |
| Quando o Tempo Cair   | 2006          | Corto                      |
| December              | 2008          |                            |
| O Palhaço             | 2011          | Director, escritor y actor |
| Sessão de Terapia     | 2011–presente | Director                   |
| O Filme da Minha Vida | 2017          |                            |